# Rio Ceauşoaia
O Rio Ceauşoaia é um rio da Romênia, afluente do Azuga, localizado no distrito de Prahova.